# Союз пенсионеров России
Союз пенсионеров России — Общероссийская общественная организация, созданная 21 июля 1994 года, объединяющая пенсионеров в России, с целью способствовать решению острых проблем, с которыми сталкиваются люди старших поколений. В 2012 году на учредительном съезде создана политическая Партия пенсионеров России, под управлением руководства организации.

## История организации
21 июля 1994 года по инициативе девяти региональных пенсионерских организаций состоялся Учредительный съезд, на котором было принято решение о создании новой общественной организации «Союз пенсионеров России».
В октябре 1994 года Министерство юстиции РФ зарегистрировало устав Союза, а в январе 1999 года Союз пенсионеров России был зарегистрирован как межрегиональная общественная организация. В сентябре 2004 года на IV съезде СПР было принято решение переименовать Союз из межрегиональной в общероссийскую общественную организацию.
Однако после IV съезда Союз практически прекратил действовать, прекратили свою деятельность и многие региональные отделения.
25 апреля 2006 года прошёл V (внеочередной) съезд Союза пенсионеров, на котором Председатель и весь состав Президиума сложили свои полномочия. Был избран новый состав Президиума, значительно обновлен состав Центрального правления и председателем Президиума избран Чайка Валентин Васильевич (депутат Государственной думы Федерального собрания). 9 октября 2008 года его сменил Рязанский, Валерий Владимирович (тоже депутат).
Организация имеет региональные отделения во всех регионах Российской Федерации. Большинство региональных отделений имеет свои местные отделения (в районах и городах) и первичные отделения в микрорайонах городов, селах и посёлках.

## Современное состояние
Организация является одной из крупнейших современных общественных организаций Российской Федерации.
- Заявляемая численность членов по стране — свыше 1,4 млн человек.
- Заявляемое количество местных отделений в городах и районах (без учёта первичных отделений по месту жительства) — 1922.

## Уставные задачи
Организация создана для содействия защите законных прав и жизненных интересов пенсионеров и лиц, на которых распространяется обязательное пенсионное страхование.
Для достижения уставных целей Организация решает следующие задачи:
- оказывает всестороннюю помощь в решении социальных и бытовых проблем пенсионеров;
- участвует в разработке и реализации целевых программ;
- участвует в реализации федеральных и региональных программ, направленных на повышение уровня жизни пенсионеров;
- проводит работу по созданию рабочих мест для пенсионеров;
- осуществляет привлечение отечественных и зарубежных инвесторов и спонсоров для финансирования программ, направленных на обеспечение повышения жизненного уровня пенсионеров;
- привлекает добровольные пожертвования граждан, иностранных граждан, отечественных и зарубежных юридических лиц и направляет их на реализацию уставных целей;
- организует и проводит культурные мероприятия: выставки, аукционы, фестивали, конкурсы, лотереи, концерты и иные массовые акции;
- взаимодействует с органами государственной власти и местного самоуправления, общественными объединениями, религиозными организациями, научными, образовательными, спортивными и иными организациями по консолидации усилий, направленных на повышение условий жизни пенсионеров и инвалидов;
- содействует разработке законопроектов и иных нормативных актов, направленных на регулирование правовых отношений в области пенсионного обеспечения и социальной защиты пенсионеров и инвалидов.

## Председатели Президиума организации
- 1994—1997 гг. — Глазов, Анатолий Фёдорович;
- 1997—2006 гг. — Панов, Борис Яковлевич;
- 2006—2008 гг. — Чайка, Валентин Васильевич;
- с 2008 г. по н/в — Рязанский, Валерий Владимирович.

## Общественно-политическая деятельность
Летом 2011 года организация одной из первых присоединилась к Общероссийскому народному фронту.

## Региональные отделения
Данные о деятельности всех региональных отделений содержатся на официальном сайте Союза пенсионеров России. Ниже приведены основные данные о региональных отделениях.
| №         | Субъект РФ                               | Членов СПР | Население   | Дата создания | Федеральный округ |
| --------- | ---------------------------------------- | ---------- | ----------- | ------------- | ----------------- |
| 1         | Адыгея                                   | 30000      | 446 406     | 28.07.2006    | Южный             |
| 2         | Алтай (республика)                       | 9000       | 211 645     | 11.11.2004    | Сибирский         |
| 3         | Алтайский край                           | 6577       | 2 390 638   | 22.09.2004    | Сибирский         |
| 4         | Амурская область                         | 3607       | 811 274     | 12.01.2005    | Дальневосточный   |
| 5         | Архангельская область                    | 1183       | 1 191 785   | 23.03.2006    | Северо-Западный   |
| 6         | Астраханская область                     | 2974       | 1 016 516   | 14.05.2005    | Южный             |
| 7         | Башкортостан                             | 87898      | 4 069 698   | 13.12.2006    | Приволжский       |
| 8         | Белгородская область                     | 18908      | 1 544 108   | 09.08.2008    | Центральный       |
| 9         | Брянская область                         | 6126       | 1 242 599   | 26.10.2006    | Центральный       |
| 10        | Бурятия                                  | 17105      | 973 860     | 30.06.1995    | Сибирский         |
| 11        | Владимирская область                     | 4925       | 1 413 321   | 17.01.2003    | Центральный       |
| 12        | Волгоградская область                    | 1024       | 2 569 126   | 25.07.2006    | Южный             |
| 13        | Вологодская область                      | 6794       | 1 193 371   | 14.08.2006    | Северо-Западный   |
| 14        | Воронежская область                      | 57000      | 2 328 959   | 07.08.2006    | Центральный       |
| 15        | Дагестан                                 | 117200     | 2 963 918   | 29.01.2003    | Северо-Кавказский |
| 16        | Еврейская автономная область             | 5120       | 170 377     | 02.08.2006    | Дальневосточный   |
| 17        | Забайкальский край                       | 2868       | 1 090 344   | 16.09.2004    | Сибирский         |
| 18        | Ивановская область                       | 3500       | 1 043 130   | 10.12.2002    | Центральный       |
| 19        | Ингушетия                                | 450        | 453 010     | 15.09.2006    | Северо-Кавказский |
| 20        | Иркутская область                        | 42000      | 2 418 348   | 30.06.1999    | Сибирский         |
| 21        | Кабардино-Балкария                       | 135000     | 858 397     | 30.08.2004    | Северо-Кавказский |
| 22        | Калининградская область                  | 2882       | 963 128     | 10.08.2006    | Северо-Западный   |
| 23        | Калмыкия                                 | 2500       | 282 021     | 10.04.2004    | Южный             |
| 24        | Калужская область                        | 4211       | 1 004 544   | 10.08.2006    | Центральный       |
| 25        | Камчатский край                          | 2510       | 319 864     | 27.02.1992    | Дальневосточный   |
| 26        | Карачаево-Черкесия                       | 4126       | 469 837     | 03.10.2006    | Северо-Кавказский |
| 27        | Карелия                                  | 5000       | 634 402     | 25.09.1993    | Северо-Западный   |
| 28        | Кемеровская область                      | 1500       | 2 734 075   | 30.06.2006    | Сибирский         |
| 29        | Кировская область                        | 3900       | 1 310 929   |               | Приволжский       |
| 30        | Костромская область                      |            | 656 389     | 22.09.2009    | Центральный       |
| 31        | Краснодарский край                       | 30573      | 5 404 273   | 16.10.2006    | Южный             |
| 32        | Красноярский край                        | 10000      | 2 852 810   | 15.09.2004    | Сибирский         |
| 33        | Курганская область                       | 2014       | 877 149     | 11.07.2006    | Уральский         |
| 34        | Курская область                          | 21950      | 1 118 915   | 20.07.2006    | Центральный       |
| 35        | Ленинградская область                    | 5000       | 1 763 924   | 07.11.2006    | Северо-Западный   |
| 36        | Липецкая область                         | 2500       | 1 159 866   | 26.07.2006    | Центральный       |
| 37        | Магаданская область                      | 2750       | 150 312     | 25.08.2004    | Дальневосточный   |
| 38        | Марий Эл                                 | 2654       | 688 686     | 30.06.2004    | Приволжский       |
| 39        | Мордовия                                 |            | 812 156     |               | Приволжский       |
| 40        | Москва                                   |            | 12 108 257  |               | Центральный       |
| 41        | Московская область                       | 37600      | 7 133 620   | 13.11.1993    | Центральный       |
| 42        | Мурманская область                       | 2779       | 771 058     | 12.07.2006    | Северо-Западный   |
| 43        | Ненецкий автономный округ                | 10882      | 43 025      |               | Северо-Западный   |
| 44        | Нижегородская область                    | 18500      | 3 281 496   | 22.02.1995    | Приволжский       |
| 45        | Новгородская область                     | 232        | 622 430     | 23.10.2006    | Северо-Западный   |
| 46        | Новосибирская область                    | 8137       | 2 731 176   | 24.03.2005    | Сибирский         |
| 47        | Омская область                           | 11000      | 1 973 876   | 28.01.2003    | Сибирский         |
| 48        | Оренбургская область                     | 1423       | 2 008 566   | 02.08.2006    | Приволжский       |
| 49        | Орловская область                        | 29975      | 769 980     | 14.02.2007    | Центральный       |
| 50        | Пензенская область                       | 15000      | 1 360 587   | 22.12.1994    | Приволжский       |
| 51        | Пермский край                            | 5200       | 2 636 154   | 24.07.2006    | Приволжский       |
| 52        | Приморский край                          | 24000      | 1 938 516   | 30.06.2003    | Дальневосточный   |
| 53        | Псковская область                        | 1888       | 656 561     | 28.08.2006    | Северо-Западный   |
| 54        | Республика Коми                          | 15000      | 872 057     | 06.07.2006    | Северо-Западный   |
| 55        | Ростовская область                       | 4500       | 4 245 532   | 25.04.1995    | Южный             |
| 56        | Рязанская область                        | 12788      | 1 140 844   | 07.08.2006    | Центральный       |
| 57        | Самарская область                        | 24905      | 3 211 187   | 03.09.2002    | Приволжский       |
| 58        | город Санкт-Петербург                    | 75000      | 5 131 942   | 21.06.1994    | Северо-Западный   |
| 59        | Саратовская область                      | 6454       | 2 496 552   | 07.02.2007    | Приволжский       |
| 60        | Саха (Якутия)                            | 15000      | 954 803     | 28.12.2002    | Дальневосточный   |
| 61        | Сахалинская область                      | 2605       | 491 027     | 18.10.2004    | Дальневосточный   |
| 62        | Свердловская область                     | 1385       | 4 320 677   | 06.10.2006    | Уральский         |
| 63        | Северная Осетия - Алания                 | 6166       | 703 977     | 22.09.2004    | Северо-Кавказский |
| 64        | Смоленская область                       | 3300       | 967 896     | 02.12.2004    | Центральный       |
| 65        | Ставропольский край                      | 15500      | 2 794 508   | 12.08.2004    | Северо-Кавказский |
| 66        | Тамбовская область                       | 7098       | 1 068 934   | 03.08.2006    | Центральный       |
| 67        | Татарстан                                | 9328       | 3 838 230   | 28.03.2006    | Приволжский       |
| 68        | Тверская область                         | 30000      | 1 325 249   | 22.02.1995    | Центральный       |
| 69        | Томская область                          | 2000       | 1 070 128   | 17.03.2006    | Сибирский         |
| 70        | Тульская область                         | 78000      | 1 521 497   | 15.12.1995    | Центральный       |
| 71        | Тыва                                     | 2780       | 311 761     | 25.09.2006    | Сибирский         |
| 72        | Тюменская область                        | 800        | 3 546 345   | 29.08.2006    | Уральский         |
| 73        | Удмуртия                                 |            | 1 517 050   |               | Приволжский       |
| 74        | Ульяновская область                      | 2252       | 1 267 561   | 20.12.2006    | Приволжский       |
| 75        | Хабаровский край                         |            | 1 339 912   |               | Дальневосточный   |
| 76        | Хакасия                                  | 2000       | 534 079     | 02.08.2006    | Сибирский         |
| 77        | Ханты-Мансийский автономный округ - Югра | 392        | 1 597 248   | 20.02.2007    | Уральский         |
| 78        | Челябинская область                      | 10350      | 3 490 053   | 18.02.2007    | Уральский         |
| 79        | Чечня                                    | 3570       | 1 346 438   | 11.07.2006    | Северо-Кавказский |
| 80        | Чувашия                                  | 4671       | 1 239 984   | 27.12.1995    | Приволжский       |
| 81        | Чукотский автономный округ               | 1100       | 50 555      | 24.09.2004    | Дальневосточный   |
| 82        | Ямало-Ненецкий автономный округ          | 406        | 539 671     | 06.11.2006    | Уральский         |
| 83        | Ярославская область                      | 6500       | 1 271 766   | 05.12.2002    | Центральный       |
| 83.000001 | Российская Федерация                     |            | 143 666 931 |               |                   |